# حكاية نص مليون دولار (فلم)

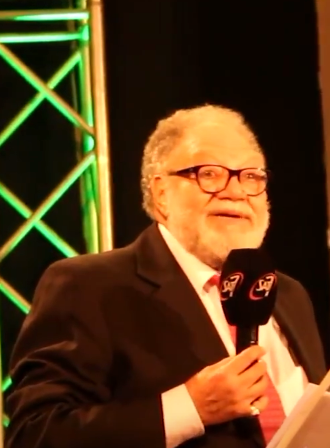
يحيى الفخراني في دور عامر اللبان

حكاية نص مليون دولار هو فيلم دراما مصري أنتج عام 1988.

## قصة الفيلم
يشترك عامر مع صديقه سيف في تزوير الدولار، يترك عامر حقيبة النقود في سيارته . يقوم الشاب حسين بسرقة السيارة، يقبض عليه، يحكم عليه بالسجن ثلاث سنوات لفشله في إثبات عدم امتلاكه للحقيبة . يتنازل عامر عن شقته لسيف الذي يطالبه بمبلغ قيمة الحقيبة ويكتب له شيكًا بباقي المبلغ . يفرج عن حسين ويحاول إقناع عامر بالاعتراف بالحقيقة ولكن عبثًا. يقوم عامر بقتل سيف الذي يهدده بالشيك حتى يرغمه على مشاركته في إحدى العمليات الجديدة . تفشل محاولة حسين للانتحار بعد أن يقتل عامر . ويتم القبض عليه .

## وصلات خارجية
- مقالات تستعمل روابط فنية بلا صلة مع ويكي بيانات